# フラッシュバック (心理現象)
フラッシュバック (flashback) とは、強いトラウマ体験（心的外傷）を受けた場合に、後になってその記憶が、突然かつ非常に鮮明に思い出されたり、同様に夢に見たりする現象。心的外傷後ストレス障害 (PTSD) や急性ストレス障害の特徴的な症状のうちの1つである。

## 概要
フラッシュバックという用語は過去に起こった記憶で、その記憶が無意識に思い出されかつそれが現実に起こっているかのような感覚が非常に激しいときに特に使われる。フラッシュバックが起きた場合には、必ずしも映像および音が存在するとは限らない。記憶には様々な要素があるため、フラッシュバックは「恐怖」などといった感情や味覚・痛覚など、感覚の衝撃として発生し得る。
フラッシュバックは、幼児期に経験した外傷体験を言語的に認識する能力を持たないまま記憶し、それでもなお忘れられない場合にも起こる。この、外傷体験を当初から取り込むことに失敗する現象のことを解離という。この記憶はまともに意識に上らないため、時間に抵抗し変造加工が困難である。また、それゆえにフラッシュバック性の記憶はその鮮明さにも拘らず言語化が困難でもある。さらに時間とともに霞がかからずむしろ原記憶よりも鮮明さは増す傾向が強い。
幼年期のトラウマの体験者は、これらの感情の記憶を意識化しないまま持っている可能性もあり、そしてフラッシュバックにおいてそれらを再経験する可能性がある。

## 治療
大麻は、PTSDによる不安や、フラッシュバックの影響を弱め、大麻がPTSDの症状を減少させるという証拠は蓄積されている。
大麻の主成分であるテトラヒドロカンナビノール (THC) の作用を模倣する合成カンナビノイドのナビロンを用いた小規模な試験が存在する。
心的外傷後ストレス障害 (PTSD) の悪夢の治療のためのナビロンを用い、47人中34人 (72%) の患者が、悪夢の頻度や強さを減少させ、28人 (59%) で悪夢が完全に休止した。
また、フラッシュバックは心的外傷後ストレス障害 (PTSD) に代表的な症状であり、PTSDを治療することがフラッシュバックの軽減につながることから、「PTSD#治療」も参照。